# Zaglyptomorpha
Zaglyptomorpha is een geslacht van insecten uit de orde vliesvleugeligen (Hymenoptera) en de familie Ichneumonidae.

## Soorten
- Z. albopicta (Cresson, 1874)
- Z. alinae Godoy & Gauld, 2002
- Z. attenuata Viereck, 1913
- Z. auxiliadorae Godoy & Gauld, 2002
- Z. bella Godoy & Gauld, 2002
- Z. betilafea Godoy & Gauld, 2002
- Z. cornuta Godoy & Gauld, 2002
- Z. danunciae Graf, 1979
- Z. daschi Godoy & Gauld, 2002
- Z. decolorata (Cresson, 1874)
- Z. flaquis Godoy & Gauld, 2002
- Z. gabrieli Godoy & Gauld, 2002
- Z. hansoni Godoy & Gauld, 2002
- Z. hebeae Godoy & Gauld, 2002
- Z. longula (Cresson, 1874)
- Z. lorraineae Godoy & Gauld, 2002
- Z. metafurva Godoy & Gauld, 2002
- Z. minuta Godoy & Gauld, 2002
- Z. mitchellae Godoy & Gauld, 2002
- Z. nigra Godoy & Gauld, 2002
- Z. niloi Godoy & Gauld, 2002
- Z. obscura Godoy & Gauld, 2002
- Z. pediflava Godoy & Gauld, 2002
- Z. sinocornis Godoy & Gauld, 2002
- Z. ventura Godoy & Gauld, 2002